# La Londe
La Londe – miejscowość i gmina we Francji, w regionie Normandia, w departamencie Sekwana Nadmorska.
Według danych na rok 1990 gminę zamieszkiwało 1900 osób, a gęstość zaludnienia wynosiła 61 osób/km² (wśród 1421 gmin Górnej Normandii La Londe plasuje się na 118. miejscu pod względem liczby ludności, natomiast pod względem powierzchni na miejscu 12.).